# Somatic Experiencing
Somatic Experiencing eller SE© er en form for terapi udviklet af amerikaneren Peter Levine, som fokuserer på at afhjælpe og opløse symptomerne på traume ved at arbejde detaljeret med det, klienten sansemæssigt mærker i kroppen (dvs. de somatiske oplevelser). Metoden finder sin relevans især i forhold til bearbejdelsen af PTSD (posttraumatisk stress) og andre psykologiske og fysiske, traume-relaterede problemer af helbredsmæssig art, herunder stressreaktioner i almindelighed. 
Peter Levine, som er medicinsk biofysiker såvel som psykolog, udviklede terapiformen ud fra iagttagelsen af, at vilde byttedyr, selvom de lever under konstant trussel, sjældent bliver traumatiserede. Det er fordi de helt naturligt udnytter nogle medfødte mekanismer til både regulering og afladning af de høje energiniveauer, der er knyttet til overlevelsesadfærd. Disse mekanismer sikrer dyrene, som en slags indbygget "immunitet", mod traume, og gør en hurtig tilbagevenden til "normalitet" muligt i tiden efter en højt ladet, livstruende oplevelse.
Terapien er delvist beskrevet i Peter Levines bog "Væk Tigeren" og i ”Traumeheling” af Diane Poole og Laurence S. Heller. 

## Teorien
Ifølge Levines teori skyldes traumatiske symptomer en dysregulering i det autonome nervesystem (ANS). Behandlingen tager udgangspunkt i at ANS har en iboende evne til selvregulering, som bliver undergravet/nedbrudt af traumet, og at denne iboende evne kan genetableres ved brug af de metoder som er udviklet i Somatic Experiencing.

## Praksis
Som i andre psykoterapeutiske traditioner foregår terapien oftest i topersoners-kontakt, hvor klienten "tracker" eller retter opmærksomheden på sin "felt sense", sin følte fornemmelse, på en lignende måde som i Eugene Gendlins Fokusering. "Somatic Experiencing Practitioners" (dvs. SE praktiserende) er ofte også psykologer, psykoterapeuter, Rolfere eller kropsterapeuter. Certificerede SE praktiserende har været igennem et træningsforløb der varer 3 år. Metodens udøvere opfatter metoden som velegnet til effektiv chok-traume behandling i korte forløb (typisk én til seks sessioner). Den anses også som effektiv ved behandling af traumer udviklede i barndomsårene, som supplement til mere almindelig psykoterapi der kan spænde over et årelangt forløb.
Somatic Experiencing søger at udvikle klientens evne til at være interesseret opmærksom på små forandringer i fysiske spændingsmønstre i kroppen, og at lære hvordan man kan udløse eller slippe dem med enkle afbalancerende principper. En del af disse spændinger er nært knyttet til chok. De opstår når overlevelsesreflekser i ANS (som kan udforme sig som orientering, eller som kamp, flugt eller en "frysen fast") bliver vakte under en truende situation, men ikke bliver ’færdige’ eller sluppet når den faretruende situation er forbi. I den terapeutiske proces undersøges arten og omfanget af den fysiske dysregulering ved at terapeuten styrer klienten igennem en udforskning af kropslige sansninger og symptomer, der vækker – eller vækkes af – traumatiske erindringer. 
Teknikkerne omfatter blandt andet "titrering" – som er en ”drypvis” integration af både positive og negative tilstande; og ”pendulering” – som er træning i gentagne gange at ”svinge” opmærksomheden fra traumatiske eller ubehagelige tilstande til behagelige eller glædesfyldte tilstande. Begge metoder skønnes at støtte integrationen og selvreguleringen i ANS. 
Et særkende ved terapiformen er den store vægt, der lægges på behagelige og integrerende oplevelser og tilstande. F.eks. vil terapeuten i begyndelsen af behandlingen bruge meget tid og opmærksomhed ved selv de mindste forbedringer i kroppens tilstand (for eksempel ved en mindre løsning af spændingen i brystet) for at træne ”titrering” og dermed nervesystemets integration. Pendulering henviser til en bevægelse mellem regulering og dysregulering. Klienten hjælpes til at gå ind i en tilstand hvor han eller hun er delvis dysreguleret (det vil sige aktiveret eller "fastfrosset"), og hjælpes derefter til at vende tilbage til en reguleret tilstand (løst defineret som ikke-aktiveret eller fastfrosset). Denne proces gentages ved at klienten efterhånden oplever og bearbejder mere og mere af dysreguleringen, i de følgende penduleringer. Metoden er meget ressourceorienteret; "ressourcer" defineres fænomenologisk som alt det, der kan støtte klientens ANS i at vende tilbage til en reguleret tilstand. Ved stressfyldt aktivering af ANS støtter terapeuten en stille kropslig "af- eller udladning" eller "discharge", for at støtte klientens krop i at vende tilbage til en reguleret tilstand. Denne udladning ligner på ingen måde almindelige kathartiske teknikker; derimod ser man ofte spontane småbevægelser, dybe åndedrag, rystelser eller dramatiske skift i hudfarve, knyttet til stærke indre oplevelser af forløsning eller frigørelse. 
Somatic Experiencing anses af dens udøvere at være et nyttigt redskab ved to brede traumekategorier: "Chok-traumer" og "Udviklingstraumer". Et chok-traume bliver løseligt defineret som en enkeltstående traumatisk begivenhed, som for eksempel en bilulykke, et jordskælv, en hændelse på slagmarken osv. Et udviklingstraume defineres som forskellige typer af psykologiske skader, der kan forekomme igennem barndomsårene når barnet for eksempel får for lidt opmærksomhed fra dets primære omsorgsgivere, eller når dets forhold til forældrene indebærer en mangel på tilstrækkelig omsorg. Et dybtgående udviklingstraume forårsager usikker eller usystematisk tilknytning til andre mennesker.